# Ванна, Тынис
Тынис Ванна (эст. Tõnis Vanna; 5 июня 1984, Пайде) — эстонский футболист, центральный защитник.

## Биография
Начинал заниматься футболом во дворе, затем — в секции у тренера Вейко Курима. Взрослую карьеру начал в любительских командах низших лиг Эстонии. Летом 2003 года перешёл в клуб «Валга», в его составе дебютировал в высшей лиге 28 июля 2003 года в матче против «Тулевика». Всего за два с половиной сезона сыграл более 70 матчей за «Валгу». Сезон 2006 года провёл в составе «Тулевика» (Вильянди).
В 2007 году перешёл в один из сильнейших клубов Эстонии — таллинскую «Флору». Провёл в клубе три сезона, сыграв более 70 матчей в высшей лиге. Серебряный призёр чемпионата Эстонии 2007 и 2008 годов, обладатель Кубка и Суперкубка Эстонии. Сыграл 6 матчей в еврокубках и забил один гол — в 2009 году дальним ударом в победном матче против датского «Брондбю» (1:0).
В 2010 году сыграл один матч в составе победителя второго дивизиона Швеции «Сюрианска». Также играл за клубы низших шведских дивизионов.
В начале 2010-х годов провёл три неполных сезона в высшей лиге Эстонии за «Пайде ЛМ». С 2015 года играл на любительском уровне в низших лигах за «Ярва-Яани».
Всего в высшей лиге Эстонии сыграл 186 матчей и забил 10 голов.
Сыграл один матч за молодёжную сборную Эстонии — 7 октября 2005 года против сверстников из Словакии.

## Достижения
- Серебряный призёр чемпионата Эстонии: 2007, 2008
- Обладатель Кубка Эстонии: 2007/08, 2008/09
- Обладатель Суперкубка Эстонии: 2009